# Genarchopsis muelleri
Genarchopsis muelleri är en plattmaskart. Genarchopsis muelleri ingår i släktet Genarchopsis och familjen Hemiuridae. Inga underarter finns listade i Catalogue of Life.